# Cüneyt Tanman
Cüneyt Tanman (Istanbul, 16 gennaio 1956) è un ex calciatore turco, di ruolo difensore centrale.

## Palmarès

### Competizioni nazionali
- Campionato turco: 2

Galatasaray: 1986-1987, 1987-1988
- Coppa di Turchia: 3

Galatasaray: 1981-1982, 1984-1985, 1990-1991
- Supercoppa di Turchia: 4

Galatasaray: 1982, 1987, 1988, 1991